# Natività di Nostro Signore Gesù Cristo a Via Gallia (titolo cardinalizio)
Natività di Nostro Signore Gesù Cristo a Via Gallia (in latino: Titulus Nativitatis Domini Nostri Iesu Christi in via Gallia) è un titolo cardinalizio istituito da papa Paolo VI nel 1969. Il titolo insiste sulla chiesa della Natività di Nostro Signore Gesù Cristo.
Dal 21 febbraio 2001 il titolare è il cardinale Audrys Juozas Bačkis, arcivescovo emerito di Vilnius.

## Titolari
- Paul Joseph Marie Gouyon (28 aprile 1969 - 26 settembre 2000 deceduto)
- Audrys Juozas Bačkis, dal 21 febbraio 2001